# Ștefan Urâtu
Ștefan Urâtu (n. 9 ianuarie 1951, Ustia, raionul Dubăsari) este un fizician, doctor în științele fizicii, profesor de fizică și apărător al drepturilor omului, președinte al Comitetului Helsinki pentru Drepturile Omului din Moldova și profesor la Universității de stat din Tiraspol cu sediul la Chișinău. În perioada august-decembrie 2010 a fost deputat în Parlamentul Republicii Moldova. Este căsătorit, are 3 fiice.

## Biografie
- 1966 – 1967, colegiul de veterinari și zootehnie din Carmanova, raionul Grigoriopol;
- 1968 – 1969, electrician, la mina de extras cărbuni nr. 5/13 Toscovca, regiunea Lugansk;
- 1969 - 1972, înrolat în serviciul militar în termen, Budapesta, Ungaria;
- 1972 - 1973, maistru reparația aparatelor radio și TV din orașul Dubăsari, Republica Moldova;
- 1973 - 1977, student, Institutul Pedagogic de Stat din Tiraspol, facultatea fizică și matematică;
- 1977 - 1979, lector, Institutul Pedagogic de Stat din Tiraspol, facultatea fizică și matematică;
- 1980 - 1983, doctorand/cercetător științific inferior, Institutul de metalurgie neferoasă „I.

Bardin”, din Moscova;
- 1983 - 2009, lector superior, docent/conferențiar catedra de fizică a Universității de Stat din

Tiraspol evacuată la Chișinău;
- 1988 – 1992, prodecan, facultatea de fizică și matematică a Universității de stat din Tiraspol

A publicat peste 30 articole științifice în domeniul fizicii metalelor și a aplicării izotopilor radioactivi.

### Activitatea obștească
1989 - 1992, Frontul popular, membru Consiliului Republican din partea secției din Tiraspol;
1990 – 1993, în cadrul secției Tiraspol a Frontului Popular, fondează prima asociație neguvernamentală – Comitetul pentru Drepturile Omului din Transnistria și își propune ca scop monitorizarea crimelor contra umanității săvârșite de agenții fostului KGB și a regimului separatist instaurat de grupul „ALPHA” a BFI (ФСБ) mascat în căzăcime.
02.06.92 – 21.08.92 - deținut politic, împreună cu grupul „ILAȘCU”
1993 - 2009, Comitetul Helsinki pentru Drepturile Omului din Republica Moldova,
președinte (ales în 1993, 1998, 2006).
Împreună cu Comitetul Helsinki pentru Drepturile Omului din Moldova promovează ratificarea și aplicarea în practică a Convenției Europene pentru Apărarea Drepturilor Omului și a Libertăților Fundamentale: organizează traininguri pentru judecători, procurori, polițiști, avocați și reprezentanți ai societății civile. Are mai multe cazuri de succes reprezentate în instanțele naționale și la Curtea Europeană.
Are publicate peste 200 de articole științifice și de publicistică cu privire la teoria și practica respectării drepturilor omului în Republica Moldova
În anul 2009, la Alegerile Parlamentare din 5 aprilie, Ștefan Urâtu candidează în calitate de candidat independent.
În 2009 devine deputat în Parlamentul Republicii Moldova pe lista Partidului Liberal.
La 2 februarie 2011 este ales membru a Comisiei Electorale Centrale, dupa care devine Vicepreședinte al Comisiei Electorale Centrale. La 4 octombrie 2015 face o declaratie publica in fata a cca 50 mii protestatari, prin care divulga fraudele electorale in alegerile parlamentare din 30.11.2014 si cele locale generale din 14.06.2015, ca urmare este revocat din functia de vicepresedinte, ramainand in calitate de membru a CEC pana expirarea mandatului de 5 ani.

## Decorații
El a fost decorat prin decret prezidențial cu cea mai înaltă distincție de stat din Republica Moldova, Ordinul Republicii.